# Pastiche
Ein Pastiche (IPA: [pasˈtiːʃ], anhörenⓘ; von französisch pastiche = Nachahmung, italienisch pasticcio = Paste) ist ein Kunstwerk literarischer, musikalischer, filmischer oder architektonischer Art, welches offen das Werk eines vorangegangenen Künstlers imitiert.

## Begriff
Der Pastiche ist ein intertextuelles Werk, insofern es ein Original imitiert. Die Art der Imitation kann dabei entweder von Hochachtung oder von Satire geprägt sein. Im Fall von Hochachtung liegt eine Hommage vor, bei Satire spricht man von einer Parodie. Von der Fälschung unterscheidet es sich dadurch, dass es seine Epigonalität offen deklariert.

## Literatur

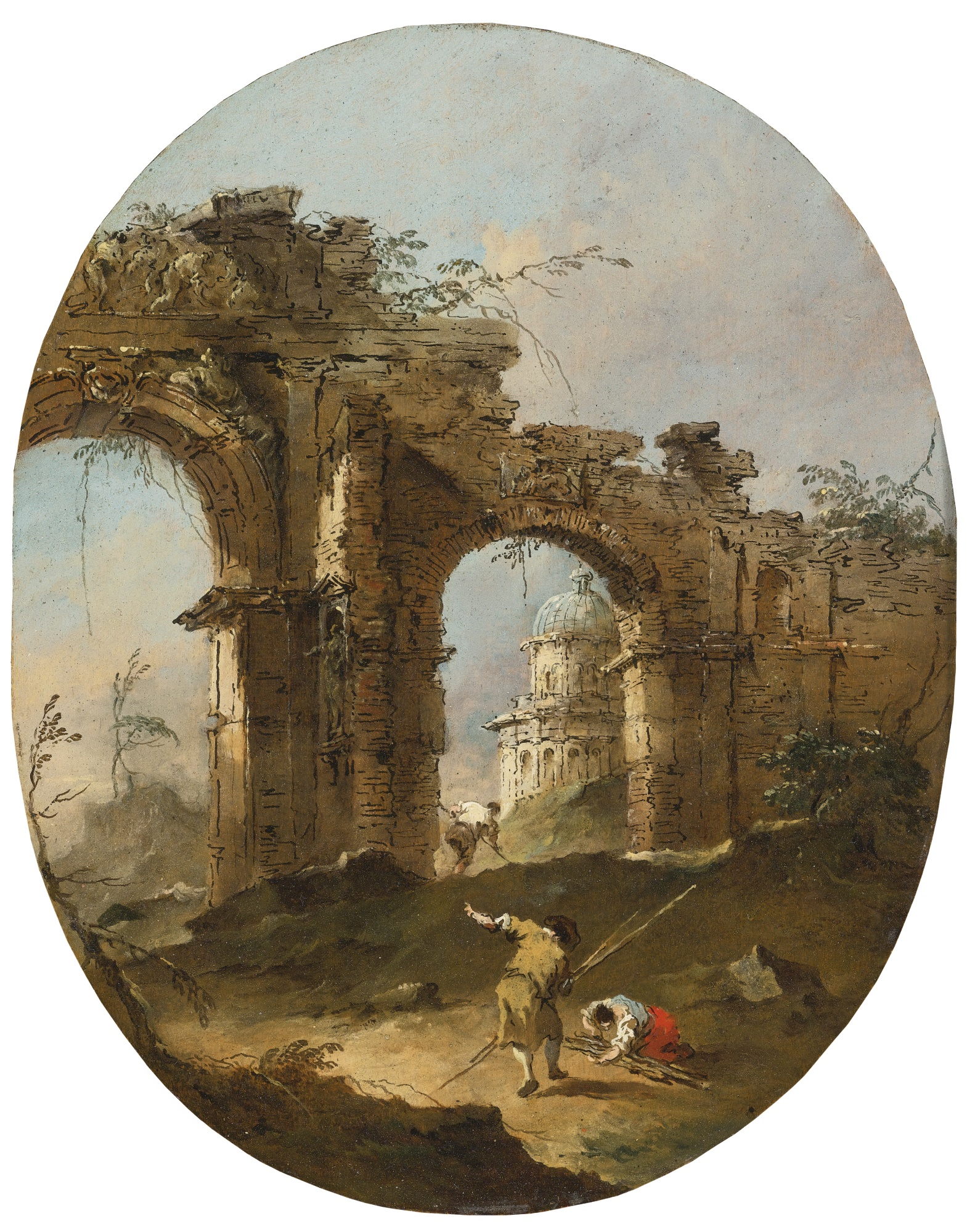
Fantasie-Vedute von Francesco Guardi

## Bildende Kunst
Die Begriffe Pasticcio, Pastiche und Capriccio sind in der bildenden Kunst seit dem 17. Jahrhundert gebräuchlich. Gemeint sind damit Kunstwerke, bei deren Herstellung die Arbeiten mehrerer Künstler als Vorbild dienten, bzw. Landschaftsbilder oder Veduten, deren Elemente willkürlich zusammengestellt und nicht nach realen Vorbildern gemalt wurden.

## Musik
In der klassischen Musik spricht man von einem Pasticcio, im Hip-Hop von einem Type Beat.

## Recht
Das deutsche Gesetz zur Anpassung des Urheberrechts an die Erfordernisse des digitalen Binnenmarktes vom Mai 2021 spricht von Pastiches, Parodien und Zitaten, um Memes zu beschreiben, die auch künftig erlaubt bleiben sollen. Der dazugehörige § 51a ist seit dem 7. Juni 2021 in Kraft. Bis der Begriff durch die Rechtsprechung präzisiert wird, ist der Anwendungsbereich und damit der Eintritt der mit der Einführung beabsichtigten Wirkungen offen.

## Sekundärliteratur
- Jan Erik Antonsen: Pasticcio, Pastiche. In: Klaus Weimar et al. (Hrsg.): Reallexikon der deutschen Literaturwissenschaft. Walter de Gruyter, Berlin / New York 2007, ISBN 978-3-11-091467-2, Band 3, S. 34 ff.